# Michael Röls

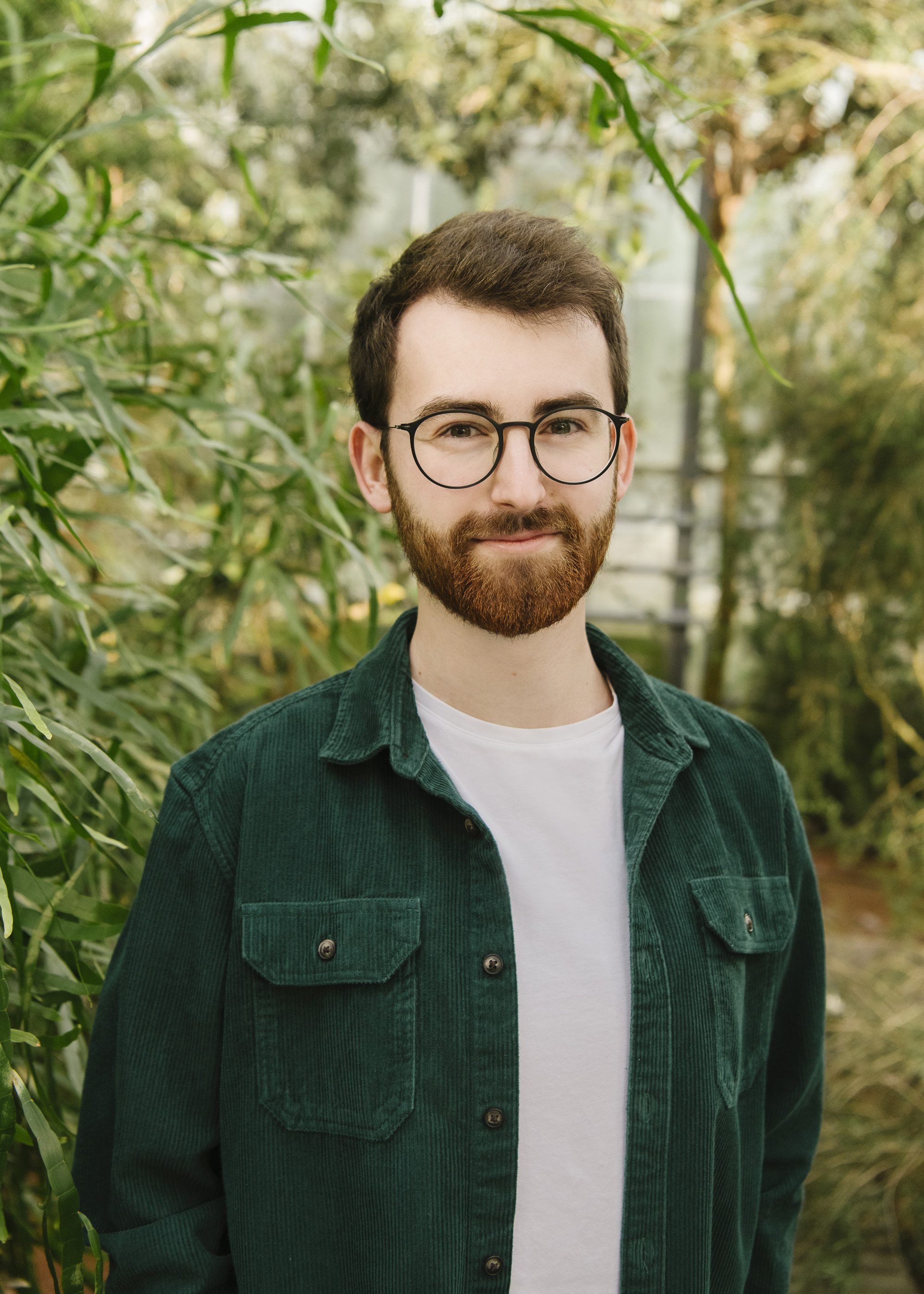
Michael Röls-Leitmann (2022)

Michael Röls-Leitmann (* 3. September 1997 in Aachen) ist ein deutscher Politiker (Bündnis 90/Die Grünen) und seit dem 1. Juni 2022 Mitglied des Landtages von Nordrhein-Westfalen. Michael Röls-Leitmann ist stellvertretender Fraktionsvorsitzender der Fraktion Bündnis 90/Die Grünen NRW und Sprecher der Fraktion für Klimaschutz und Energiepolitik.

## Leben
Von 2017 bis 2022 studierte er Raumplanung an der TU Dortmund. Er lebt in der Dortmunder Innenstadt.

## Politik

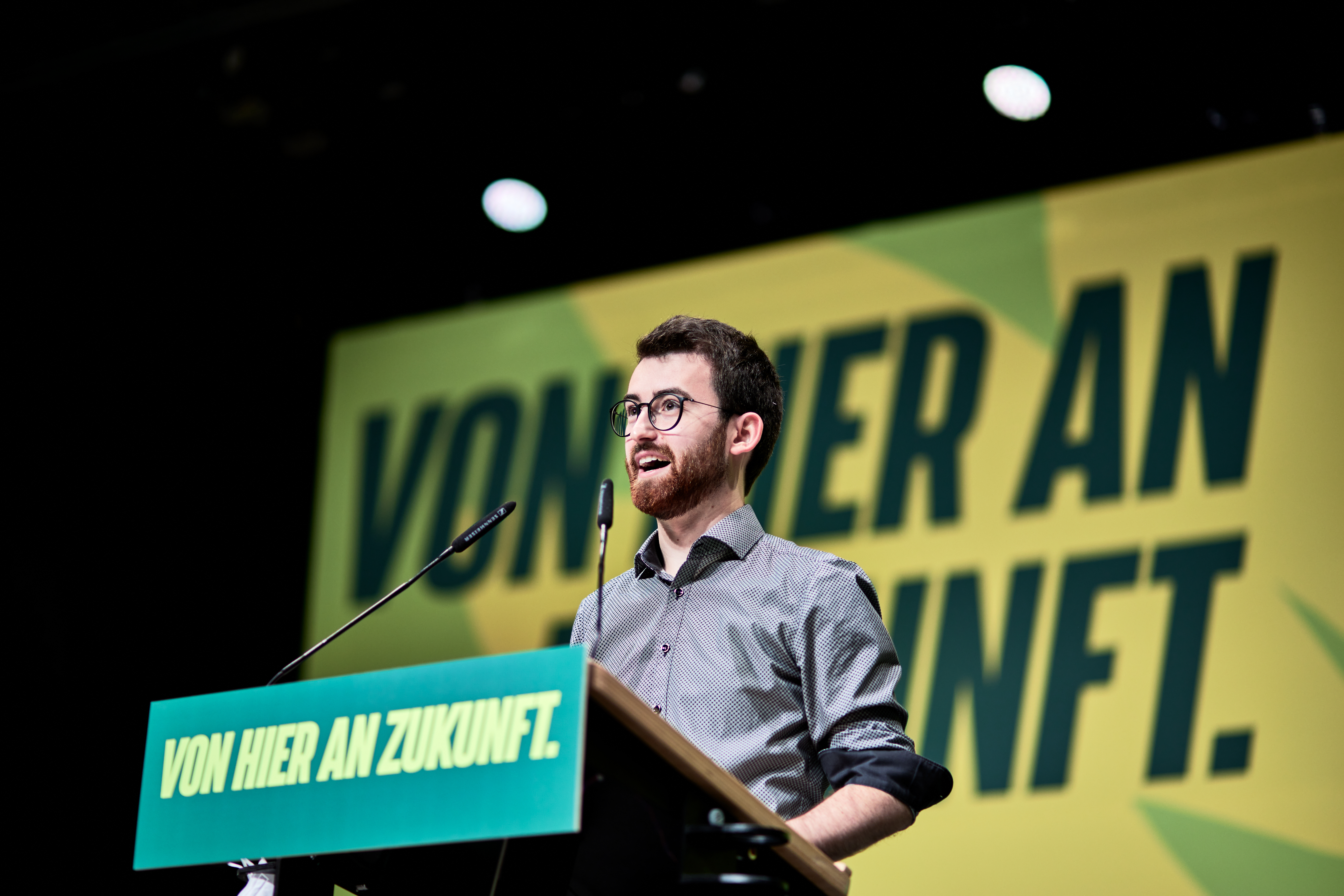
Michael Röls bei der Landesdelegiertenkonferenz der Grünen in Siegen (2021)

Seit 2013 ist Michael Röls-Leitmann Mitglied der Grünen sowie der Grünen Jugend. Von 2018 bis 2020 war er Sprecher der Grünen Jugend Nordrhein-Westfalen. Von 2020 bis 2022 war Michael Röls-Leitmann Kreisverbandssprecher der Dortmunder Grünen und ist seit 2021 Beisitzer im Kreisvorstand der Grünen Ruhr.
Für die Landtagswahl in Nordrhein-Westfalen 2022 war er Direktkandidat für den Landtagswahlkreis Dortmund I (Innenstadt-West, Mengede, Bodelschwingh, Nette, Oestrich, Westerfilde, Huckarde, Kirchlinde, Jungferntal, Hangeney, Rahm, Wischlingen). Bei der Wahl am 15. Mai 2022 erhielt er 24,84 % der Stimmen und verpasste das Direktmandat, konnte jedoch über Listenplatz 12 in den Landtag einziehen. Im August 2022 wurde er zu einem der stellvertretenden Vorsitzenden der Grünen-Landtagsfraktion gewählt.
Neben seiner Sprecherfunktion für Klimaschutz und Energiepolitik ist Michael Röls-Leitmann Mitglied im Ausschuss für Wirtschaft, Energie und Landesplanung, Obmann im Unterausschuss Bergbausicherheit sowie Mitglied im Verkehrsausschuss.